# 徐階

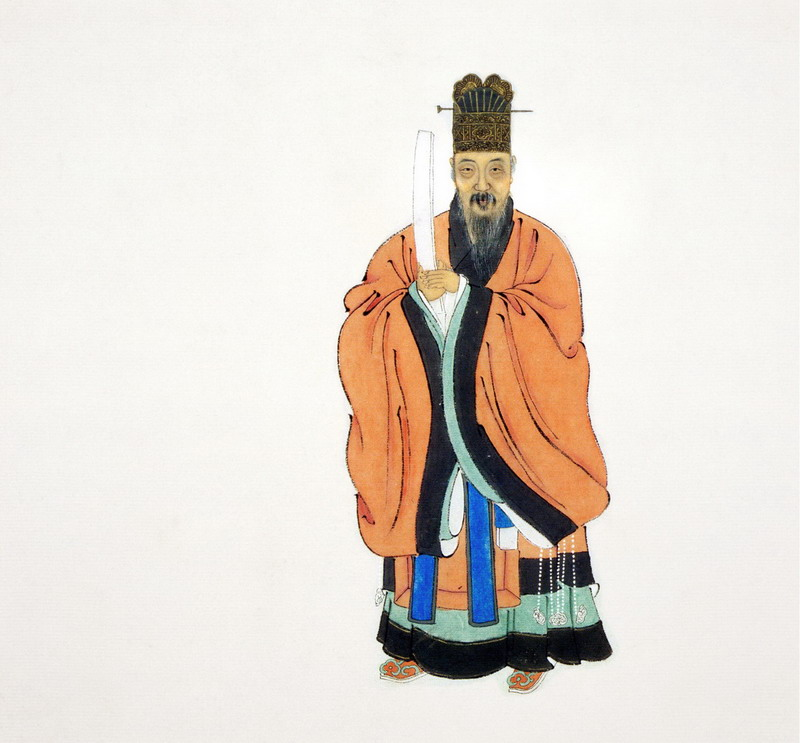
徐階の朝服像

徐 階（じょ かい、1503年 - 1583年）は、明代の政治家。字は子升、号は存斎。松江府華亭県（現在の上海市松江区）の出身。
嘉靖2年（1523年）の進士で、第3位となる（探花）。嘉靖20年（1541年）に合格した同郷人に、茶人として有名な陸樹声がいる。陽明学派の俊英として期待され、大礼の議では左遷されたが、嘉靖31年（1552年）に青詞に巧みであるとして道教に熱中していた嘉靖帝から内閣大学士とされ、北虜南倭への対策で帝寵を得、同じく青詞に巧みであるとして登用され政治を壟断していた厳嵩・厳世蕃父子を弾劾して退けた。信賞必罰を旨として嘉靖帝の恣意的な処罰を制し、嘉靖帝の死を機に、弊政を刷新して大礼の議での刑罰を赦免した。内廷粛正を図ったために、高拱と宦官の結託を招いて隆慶2年（1568年）に致仕したが、正義派官僚の領袖として、朝野の人望を集めた。
郷里である松江には、二十四万畝といわれる江南で最大級の荘園を有していて、巡撫となった海瑞に指弾されたこともあった。